# ジェイムズ・ハミルトン (第2代ハミルトン侯爵)

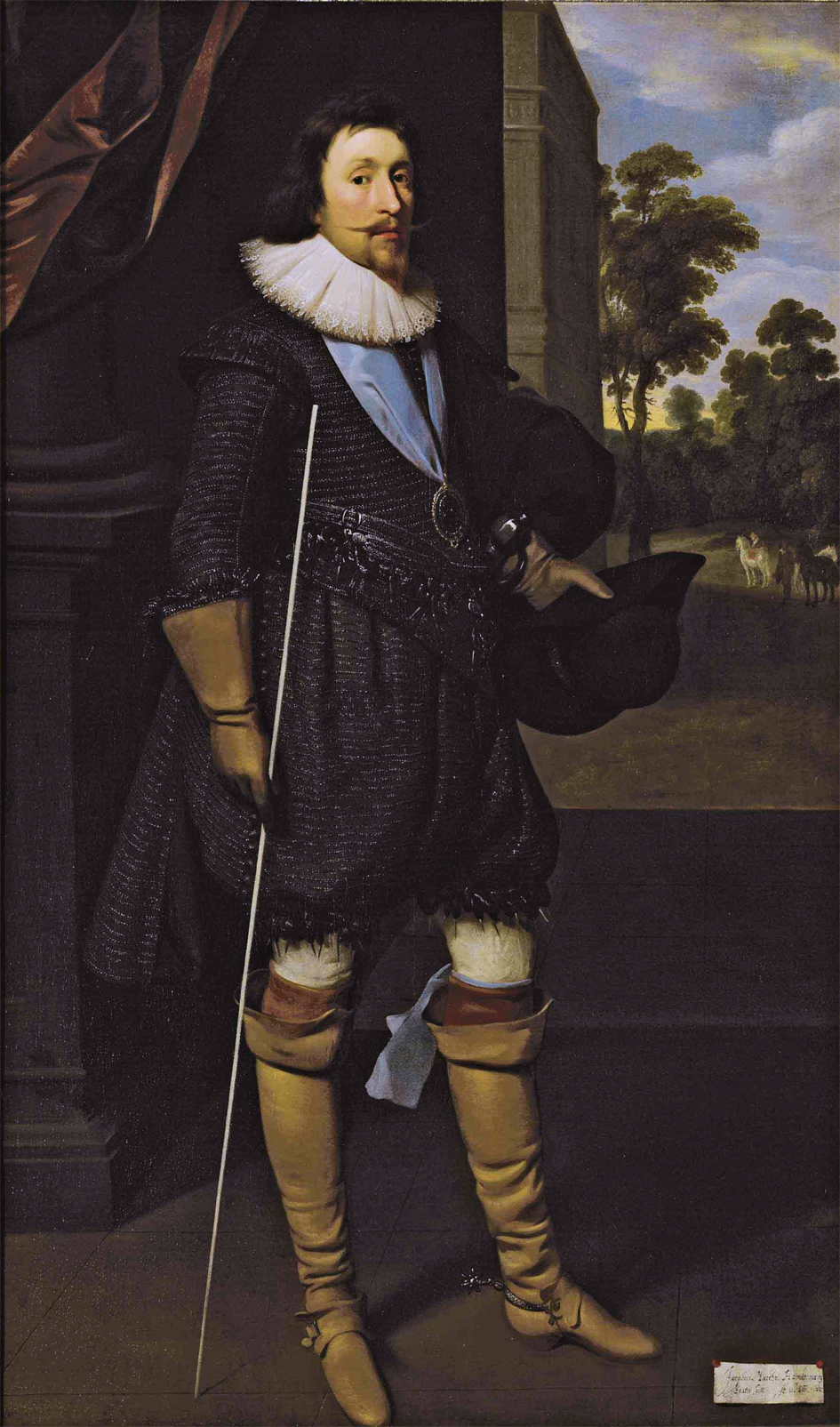
第2代ハミルトン侯爵ジェイムズ・ハミルトン

第2代ハミルトン侯爵及び第4代アラン伯爵ジェイムズ・ハミルトン（英語: James Hamilton, 2nd Marquess of Hamilton and 4th Earl of Arran、1589年 - 1625年3月2日）は、スコットランドの貴族、政治家。
1599年から1604年にかけてエイヴェン卿の儀礼称号を使用した。

## 経歴
1589年に初代ハミルトン侯爵ジョン・ハミルトンとその妻アンの間の息子として生まれる。
1604年4月6日に父の死によりハミルトン侯爵位を継承した。1609年3月には伯父の死によりアラン伯爵位を継承した。1613年1月にはスコットランドの枢密顧問官、1617年8月にはイングランドの枢密顧問官に列する。
1619年6月にイングランド貴族爵位のケンブリッジ伯爵に叙せられ、イングランド議会の貴族院議員に列する。1621年にはスコットランド議会のロード・ハイ・コミッショナーを務めた。
1621年から1624年にかけてジェントルマン・オブ・ザ・ベッドチェンバーを務めた。1623年2月にガーター勲章ナイトに叙される。1624年から1625年まで王室家政長官を務めた。
1625年3月2日にロンドンで死去した。

## 栄典

### 爵位
- 1604年4月6日、第2代ハミルトン侯爵（1599年創設スコットランド貴族爵位）
- 1608年5月5日、初代アダーブロスウィック卿（スコットランド貴族爵位）、
- 1609年3月、第4代アラン伯爵（1503年創設スコットランド貴族爵位）
- 1609年3月、第5代ハミルトン卿（1445年創設スコットランド貴族爵位）
- 1619年6月16日、初代ケンブリッジ伯爵（イングランド貴族爵位）
- 1619年6月16日、初代インナーデール男爵（イングランド貴族爵位）[1]

### 勲章
- 1623年2月20日。ガーター勲章ナイト(KG)[1]

## 家族
1603年に第7代グレンケーン伯爵ジェイムズ・カニンガムの娘アン・カニンガムと結婚し、彼女との間に5子を儲けた。
- アン・ハミルトン（1604年 - 1632年） - 第7代エグリントン伯爵（英語版）ヒュー・モントゴメリー（英語版）と結婚。
- マーガレット・ハミルトン（1605年 - 1625年） - 第17代クロフォード伯爵ジョン・リンジーと結婚。
- メアリー・ハミルトン（1606年 - 1649年） - 第2代クイーンズベリー伯爵ジェイムズ・ダグラスと結婚。
- ジェイムズ・ハミルトン（1606年 - 1649年） - 初代ハミルトン公爵
- ウィリアム・ハミルトン（1616年 - 1651年） - 第2代ハミルトン公爵、初代ラナーク伯爵